# Dique de Motegasta
El Dique de Motegasta está ubicado en la provincia de Catamarca entre las localidades de Icaño y Ramblones, para proveer de agua a los habitantes e industrias del departamento La Paz.
Durante el verano es utilizado como sitio de pesca, por la abundancia de pejerrey.

## Historia
El primer proyecto de establecer un dique en Montegasta comenzó en 1950 en el marco del primer Plan Quinquenal con el objetivo de sumar 5000 ha a la producción agropecuaria y moderar las crecidas del rio. La primera piedra fue colocada en junio de 1952, siendo interrumpidas las obras en septiembre de 1955 tras el golpe de Estado cuando las mismas se hallaban con un avance del 78 por ciento. El dique apuntaba a satisfacer la necesidad de agua a la ciudad de Recreo y su creciente población debido a que las personas al carecer de agua potable debían extraerla a través de bombas y el agua que se conseguía era salada.
Fue inaugurado el 30 de agosto del año 1962 durante el último año de mandato del gobernador Juan Manuel Salas.[cita requerida]

## Características
- Capacidad de embalse: 7 hectómetros cúbicos.
- Superficie cultivable que riega: 2.161 hectáreas de las que se explotan un 7 por ciento.
- Ubicación: a unos 20 kilómetros de la localidad de Icaño y Ramblones, al que se puede acceder por RP 7 y RP 26.